# Mk48 (lokomotywa)
Mk48 – wąskotorowa lokomotywa spalinowa produkowana w latach 1960–1961 przez zakłady węgierskie zakłady Rába Magyar Vagon- és Gépgyár w Győr. Przeznaczona jest na tor o rozstawie 760 mm.
Konstrukcja lokomotywy Mk48 wykorzystywała część podzespołów, jak silnik i wózki jezdne, wykorzystywanych wcześniej w innych lokomotywach lub wagonach motorowych. Pierwsze 12 lokomotyw Mk48 (M040), produkowanych od 1958 roku, miało przekładnię mechaniczną. W 1960 rozpoczęto produkcję lokomotyw z przekładnią hydrauliczną (M041), których wyprodukowano 40. Dalsze 10 sztuk (M042) zbudowano dla Czechosłowacji.

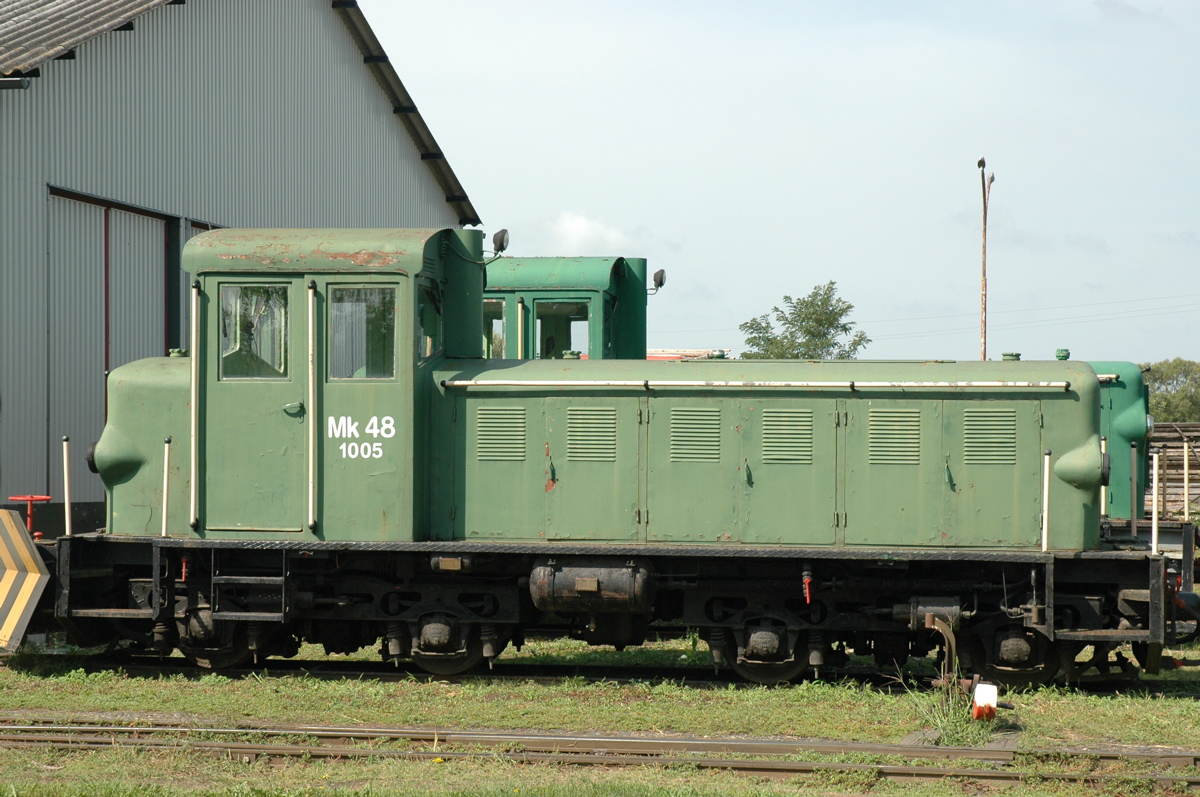
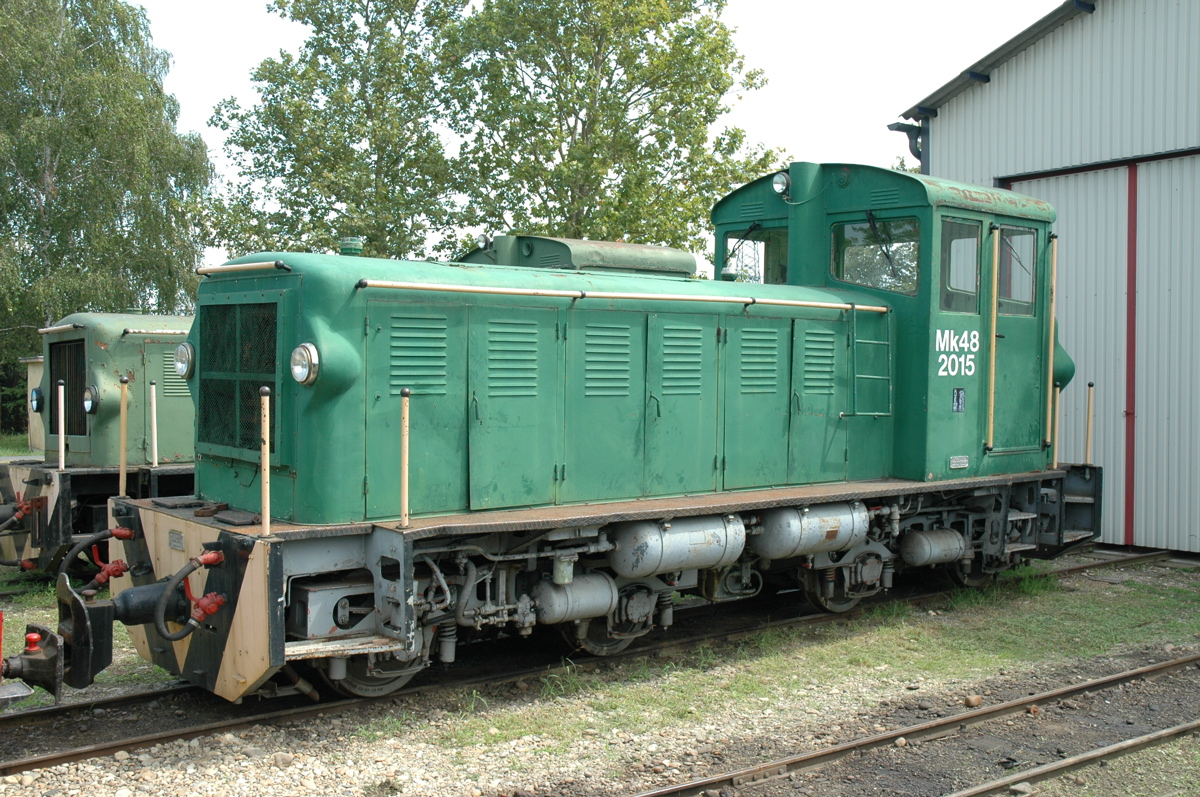
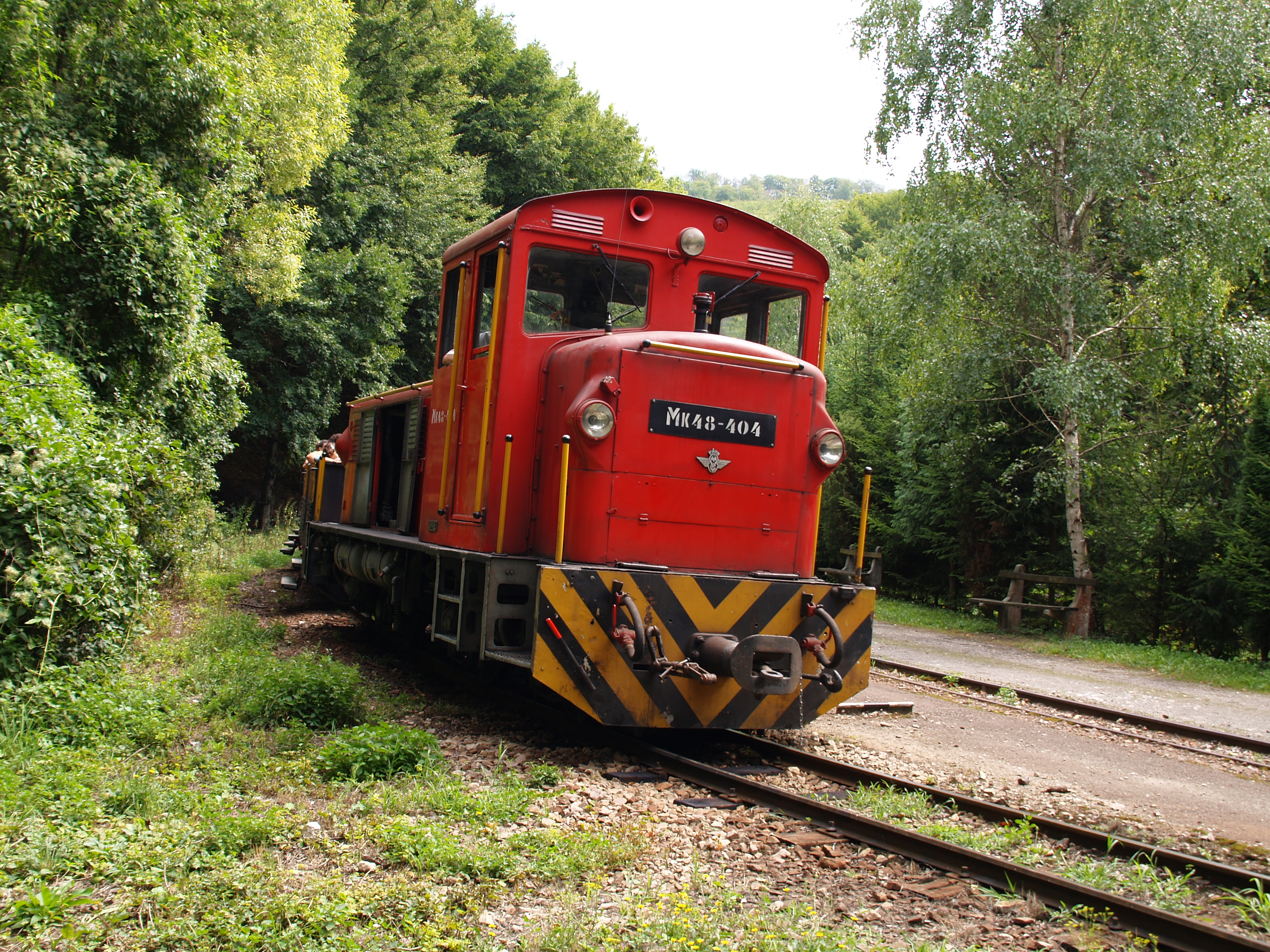